# Yolkonak (Sandikli)
Yolkonak est un village du district de Sandıklı, dans la province d'Afyonkarahisar, en Turquie. En 2021, sa population est de 245 habitants.